# Marcellina von Mailand

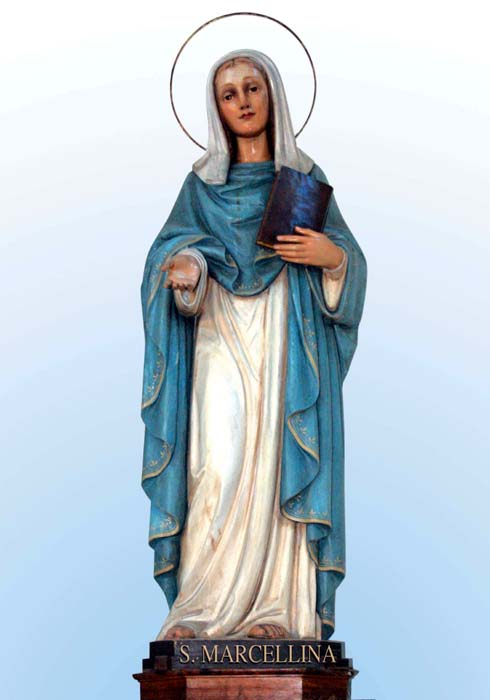
Statue der hl. Marcellina

Marcellina von Mailand (* um 327 in Trier; † um 398 in Mailand) war eine frühchristliche geweihte Jungfrau und Heilige. Sie war die ältere Schwester des heiligen Satyrus und des Kirchenvaters Ambrosius. Ihr Gedenktag ist der 17. Juli.

## Vita
Marcellina wurde um das Jahr 327 vermutlich in Trier als Tochter des römischen Präfekten Aurelius Ambrosius geboren. Schon vor dem Tode ihres Vaters reiste sie nach Rom. An der Stelle, an der sie mit ihrem Bruder damals der Überlieferung nach gelebt haben soll, steht heute die Kirche Sant’Ambrogio della Massima. Marcellina entschied sich sehr bald für ein Leben in der Nachfolge Christi und gelobte die ewige Jungfräulichkeit um des Himmelreiches willen. Als Jungfrau führte sie ein asketisches Leben in Gebet und Abgeschiedenheit. Am Weihnachtstag um das Jahr 353 empfing sie den Schleier der geweihten Jungfrau aus der Hand des Papstes Liberius. Die Homilie des Papstes bei der Jungfrauenweihe Marcellinas ist vom hl. Ambrosius überliefert.
Nach der Erhebung Ambrosius’ zum Bischof von Mailand (374) rief dieser seine Schwester zu sich. Marcellina unterstützte ihn bei seiner Arbeit und wirkte unter den geweihten Jungfrauen Mailands. Nach einer anderen Deutung blieb sie auch nach Ambrosius’ Berufung in Rom und ist auch dort gestorben. Ambrosius  widmete ihr sein Werk über die christliche Jungfräulichkeit (Libri III de virginibus ad Marcellinam), welches er im Jahr 377 vollendete.
Marcellina überlebte ihren Bruder und starb um das Jahr 398. Sie wurde in der Krypta unter dem Altar der ambrosianischen Basilika in Mailand beigesetzt.